# That Night (Carousel)
That Night è un singolo del duo musicale lettone Carousel, pubblicato il 28 dicembre 2018 come primo estratto dal primo EP Sketches of Sleepless Nights.
Scritto da Sabīne Žuga e composto da Mārcis Vasiļevskis ed Aleksandrs Volks, il brano è stato selezionato per partecipare a Supernova 2019, processo selezione lettone per l'Eurovision Song Contest. Nella serata finale, il brano ha vinto il voto della giuria e si è classificato secondo in quello del pubblico (composto da televoti, voti online e riproduzioni in streaming), totalizzando abbastanza punti da vincere la selezione garantendosi così il diritto di rappresentare la Lettonia all'Eurovision Song Contest 2019 a Tel Aviv, in Israele. Qui si sono esibiti nella seconda semifinale del 16 maggio, ma non si è qualificato per la finale, piazzandosi al 15º posto su 18 partecipanti con 50 punti totalizzati, di cui 13 dal televoto e 37 dalle giurie. Sono risultati i più votati dal pubblico della Lituania.

## Tracce
Download digitale
1. That Night – 3:04

## Classifiche
| Classifica (2019) | Posizione massima |
| ----------------- | ----------------- |
| Lituania          | 62                |